# Fernando Salas
Noel Fernando Salas (né le 30 mai 1985 à Huatabampo, Sonora, Mexique) est un lanceur de relève droitier évoluant en Ligue majeure de baseball. 
Il est un champion de la Série mondiale 2011 avec les Cardinals de Saint-Louis.

## Carrière

### Cardinals de Saint-Louis
Après avoir évolué en Ligue mexicaine avec les Saraperos de Saltillo de 2004 à 2006, Fernando Salas passe aux États-Unis où il s'aligne dans le réseau de filiales des Cardinals de Saint-Louis à partir de 2007. Le droitier est utilisé presque exclusivement en relève. Durant l'hiver 2007, il joue en Ligue mexicaine du Pacifique pour les Venados de Mazatlán.
En 2008, avec les Springfield Cardinals en  Texas League, au niveau Double-A, il inscrit 25 sauvetages. À la mi-saison, il est sélectionné au "All-Stars Futures game". Il lance une manche, la septième, à l'occasion du succès 3-0 de la sélection mondiale face aux États-Unis.
Salas passe en Triple-A sous les couleurs des Memphis Redbirds en 2009. Deux blessures l'obligent à repasser en Double-A (10 matchs) et même en Gulf League (1 match) pour sa rééducation.
Il amorce la saison 2010 en Triple-A avant d'obtenir un premier appel en Ligue majeure en mai. Il fait ses débuts le 28 mai en lançant une neuvième manche parfaite dans un gain de 7-1 des Cardinals au Wrigley Field contre les Cubs de Chicago.
Utilisé dans 68 parties des Cardinals en 2011, Salas affiche une moyenne de points mérités de 2,28 en 75 manches lancées. Il est le stoppeur en saison régulière et protège 24 victoires, un sommet dans l'équipe, mais gâche aussi six fois l'avance de son club, ce qui incite les Cards à confier la balle à Jason Motte en fin de partie. C'est d'ailleurs ce dernier qui est stoppeur pour les séries éliminatoires. Salas maintient une moyenne de points mérités de 1,50 dans la Série de championnat de la Ligue nationale face aux Brewers de Milwaukee, série durant laquelle il lance six manches en quatre parties. Il remporte la Série mondiale 2011 avec les Cardinals mais est malmené par les Rangers du Texas, à qui il accorde en finale cinq points (dont trois mérités) en 3,2 manches.
Il remet une moyenne de points mérités de 4,30 en 58 manches et deux tiers lancées en 65 sorties en 2012, avec une victoire et quatre défaites. Il apparaît dans 5 matchs de séries éliminatoires.

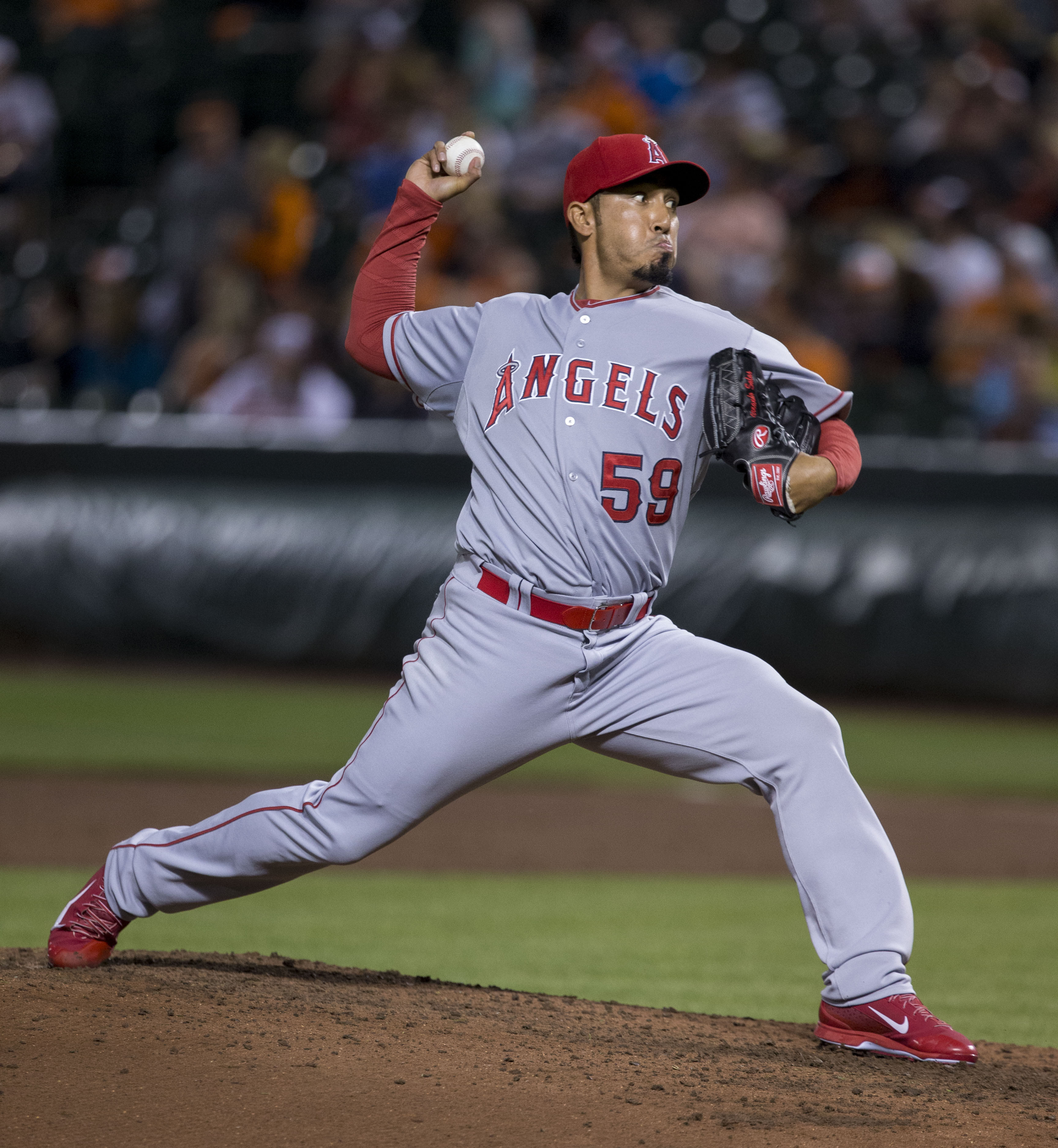
Salas en 2015 avec les Angels de Los Angeles.

En 2013, il perd ses 3 décisions et affiche une moyenne de 4,50 en 27 matchs. Il ne lance que 25 manches et est par moments retiré de la rotation de releveurs des Cardinals et cédé aux ligues mineures.

### Angels de Los Angeles
Le 22 novembre 2013, les Cardinals de Saint-Louis échangent Fernando Salas et le joueur de troisième but David Freese aux Angels de Los Angeles contre les voltigeurs Peter Bourjos et Randal Grichuk.

### Mets de New York
Le 31 août 2016, Salas est transféré des Angels aux Mets de New York en échange du lanceur droitier des ligues mineures Erik Manoah.

## Statistiques
| Saison | Équipe      | G  | GS | CG | SHO | V | D | SV | IP   | SO | ERA  |
| ------ | ----------- | -- | -- | -- | --- | - | - | -- | ---- | -- | ---- |
| 2010   | Saint-Louis | 27 | 0  | 0  | 0   | 0 | 0 | 0  | 30.2 | 29 | 3,52 |
| Totaux | Totaux      | 27 | 0  | 0  | 0   | 0 | 0 | 0  | 30.2 | 29 | 3,52 |

Note : G = Matches joués ; GS = Matches comme lanceur partant ; CG = Matches complets ; SHO = Blanchissages ; 
V = Victoires ; D = Défaites ; SV = Sauvetages ; IP = Manches lancées ; SO = Retraits sur des prises ; ERA = Moyenne de points mérités.